# 动物诊所
《动物诊所》（英語：Animal Practice，又译《动物门诊》、《动物医院》）是一部由Alessandro Tanaka和Brian Gatewood创造的美国电视剧，本剧讲述了一位自恋的兽医在医患关系紧张的大城市动物诊所工作的故事。该剧于2012年8月12日起在NBC播出。

## 播出信息
NBC表示，由于收视率不佳，从首播时候的1.4降低到1.0，于是决定将于本年11月4日停播，时间档由《惠特尼》替补。该剧
也是继《律政宝贝》后2012年秋季档第二个被砍掉的剧集。

## 幕后制作
- 参演该剧的卷尾猴水晶曾出演过多部电影。
- 猴子在剧中的名字从Zaius医生改成了Rizzo医生，因为没有《人猿星球》的许可。